# Wayne Ferreira
Wayne Richard Ferreira (Johannesburg, 15 settembre 1971) è un allenatore di tennis ed ex tennista sudafricano.
I suoi migliori ranking ATP sono stati il 6º posto in singolare nel maggio 1995 e il 9º in doppio nel marzo 2001. In singolare ha conquistato 15 titoli del circuito maggiore tra i quali i Tennis Masters Series del Canada Open 1996 e dello Stuttgart Masters 2000. In doppio ha vinto 11 titoli ATP tra cui spiccano i 6 vinti in tornei Tennis Masters Series e le cinque finali disputate agli Internazionali d'Italia (1992, 1993, 1994, 2000 e 2001), vincendo solo quella del 2001 in coppia con Evgenij Kafel'nikov.
Nel suo palmarès anche la medaglia d'argento vinta in doppio ai Giochi Olimpici di Barcellona 1992 in coppia con il connazionale Piet Norval. Nei tornei del Grande Slam ha giocato due semifinali in singolare e quattro in doppio. Tra gli juniores ha vinto gli US Open 1989 in doppio, raggiungendo la vetta nel ranking di categoria.

## Carriera da giocatore
Raggiunge tra gli juniores la prima posizione nel ranking mondiale di doppio dopo aver vinto il titolo agli US Open ragazzi del 1989 in coppia con Grant Stafford; raggiunge inoltre il 6º posto in singolare.
Passa al professionismo nel 1989 e nella prima stagione raggiunge due finali in tornei sudafricani delle ATP Challenger Series. L'anno successivo fa il suo esordio in un torneo del Grande Slam a Wimbledon e al primo turno elimina il nº 27 del ranking mondiale Yannick Noah. Poco dopo in coppia con Piet Norval raggiunge la semifinale in doppio a Newport grazie al successo su Rick Leach / Jim Pugh, reduci dal successo a Wimbledon. Nel marzo 1991 entra nella top 100 in singolare, nel corso della stagione sconfigge Ivan Lendl e disputa due volte i quarti di finale in tornei ATP. Vince inoltre i primi titoli in doppio nel circuito maggiore ad Adelaide e al prestigioso Miami Masters, e con Norval arriva in semifinale a Wimbledon, la prima in una prova dello Slam.
Si impone definitivamente in singolare nel 1992, anno in cui raggiunge la semifinale agli Australian Open e in febbraio disputa la sua prima finale ATP a Memphis, persa contro MaliVai Washington; mentre a giugno vince il primo titolo ATP al Queen's di Londra battendo in due in finale Shūzō Matsuoka. Continua a fare progressi anche in doppio, in gennaio vince il titolo a Auckland e in agosto raggiunge con Norval la finale ai Giochi Olimpici di Barcellona, nella quale vengono sconfitti da Boris Becker / Michael Stich. Il secondo titolo in singolare arriva a fine mese a Schenectady, due settimane dopo fa il suo ingresso nella top 10, al 10º posto, e in ottobre sale al 9º. In doppio era entrato nella top 20 nel febbraio precedente, e quello stesso mese aveva esordito nella squadra sudafricana di Coppa Davis.
Nel 1993 vince un solo titolo in doppio a Los Angeles, in coppia con Michael Stich, mentre in singolare perde le finali disputate all'Indian Wells Masters – prima finale in singolare in un Tennis Masters Series – e al Queen's. Si riscatta nei due anni successivi, che saranno i più prolifici della carriera, vincendo in singolare cinque titoli nel 1994 e quattro nel 1995, nel febbraio 1995 rientra nella top 10 in singolare da cui era uscito nel novembre 1992, e a maggio raggiunge la 6ª posizione, che resterà il suo best ranking di specialità. Nel novembre 1995 disputa per la prima volta le Finali ATP, e nonostante le vittorie con il nº 1 del mondo Pete Sampras e Yevgeny Kafelnikov viene eliminato nel round-robin per la sconfitta subita contro Boris Becker, che vincerà il torneo. In doppio in questo biennio vince solo il Masters ATP German Open 1995 in coppia con Kafelnikov, ma nel 1994 aveva raggiunto le semifinali a Wimbledon e agli US Open.
Ai Giochi Olimpici di Atlanta dell'estate 1996 non va oltre i quarti di finale sia in singolare che in doppio. Il 26 agosto vince a Toronto il primo titolo Tennis Masters Series in carriera in singolare, sconfiggendo in finale Todd Woodbridge per 6-2, 6-4. Il 1997 è caratterizzato da diversi infortuni, non vince alcun titolo e in maggio esce definitivamente dalla top 10 di singolare. Tra il 1998 e il 1999 colleziona solo due titoli in doppio, mentre il miglior risultato in singolare è la finale raggiunta ai Japan Open Tennis Championships 1999.
Nell'aprile del 2000 vince il Monte Carlo Masters in coppia con Kafelnikov e a novembre torna a vincere un titolo in singolare dopo oltre quattro anni sconfiggendo il top 10 Lleyton Hewitt in finale a Stoccarda; è il suo secondo titolo Tennis Masters Series in singolare e si riporta all'11º posto del ranking dopo essere sceso al 55º un anno prima. Nel corso della stagione disputa agli US Open la sua quarta semifinale Slam in doppio e a fine torneo si porta in 11ª posizione, la migliore in carriera fino ad allora, anche nel ranking di doppio. Quell'anno vince  la Hopman Cup con Amanda Coetzer in rappresentanza del Sudafrica e prende parte alla sua ultima Olimpiade ai Giochi di Sydney, viene schierato solo in singolare ed esce di scena al primo turno.
Entra nella top 10 del ranking di doppio, al 9º posto, per la prima e unica volta in carriera dopo la vittoria nel marzo 2001 all'Indian Wells Masters, di nuovo in coppia con Kafelnikov, assieme al quale si ripete in maggio trionfando per la prima volta agli Internazionali d'Italia, dove aveva perso le quattro finali disputate in precedenza. I migliori risultati della stagione in singolare sono la semifinale al Queen's e i quarti al Masters di Stoccarda. Un problema inguinale lo costringe al ritiro all'Australian Open 2002 nei suoi primi quarti di finale in singolare in una prova del Grande Slam  dopo quelli disputati a Wimbledon nel 1994. Nella stagione 2002 non vince alcun titolo ma si mantiene quasi sempre nella top 50 del ranking sia in singolare che in doppio. Nel 2003 vince i suoi ultimi titoli ATP in carriera, in marzo si impone nel torneo di doppio all'Indian Wells Masters con Kafelnikov battendo in finale Bob e Mike Bryan. In singolare arriva per la seconda volta in carriera in semifinale in uno Slam all'Australian Open e in agosto vince a Los Angeles il suo ultimo titolo battendo in tre set in finale il nº 5 del mondo Lleyton Hewitt.
Disputa il suo ultimo torneo in doppio in carriera all'Australian Open 2004, quando era all'84º posto del ranking. In singolare continua a giocare con continuità tra i professionisti fino al settembre successivo, senza ottenere risultati rilevanti, e fa la sua ultima apparizione giocando in Coppa Davis nel febbraio 2005. Chiude la carriera con 512 incontri vinti in singolare a fronte di 330 sconfitte e un totale di 26 titoli, 15 in singolare e 11 in doppio. Il suo bilancio finale in Coppa Davis è di 41 vittorie e 18 sconfitte, di cui 30 vittorie e 14 sconfitte in singolare.

## Carriera da allenatore
Dopo il ritiro dall'agonismo rimane nel mondo del tennis, segue prima gli juniores di un'accademia privata in California e in seguito collabora con la squadra sudafricana di Coppa Davis. Fa la sua prima esperienza come coach entrando nello staff di Marin Čilić per i tornei sull'erba della stagione 2019. Nel febbraio 2020 entra nel team tecnico di Frances Tiafoe. Sotto la sua guida il tennista americano raggiunge la top 10 del ranking e la semifinale agli US Open 2022 e la collaborazione dura fino al termine della stagione 2023. Inizia quindi ad assistere Wu Yibing e nel maggio 2024 viene ingaggiato in prova nel team tecnico di Jack Draper al fianco dell'head coach James Trotman.

## Statistiche

### Singolare

#### Vittorie (15)
| Legenda                     |
| Grande Slam (0)             |
| Tennis Masters Cup (0)      |
| Tennis Masters Series (2)   |
| ATP Championship Series (1) |
| ATP World Series (12)       |

| Legenda superfici |
| Cemento (11)      |
| Terra (1)         |
| Erba (1)          |
| Sintetico (2)     |

| Nº  | Data              | Torneo                                          | Superficie     | Avversario in finale | Risultato               |
| --- | ----------------- | ----------------------------------------------- | -------------- | -------------------- | ----------------------- |
| 1.  | 15 giugno 1992    | Queen's Club Championships, Londra              | Erba           | Shūzō Matsuoka       | 6–3, 6–4                |
| 2.  | 31 agosto 1992    | Schenectady Open, Schenectady                   | Cemento        | Jamie Morgan         | 6–2, 6–7, 6–2           |
| 3.  | 10 gennaio 1994   | Oahu Open, USA                                  | Cemento        | Richey Reneberg      | 6–4, 6–7, 6–1           |
| 4.  | 22 agosto 1994    | Indianapolis Tennis Championships, Indianapolis | Cemento        | Olivier Delaître     | 6–2, 6–1                |
| 5.  | 19 settembre 1994 | ATP Bordeaux, Bordeaux                          | Cemento        | Jeff Tarango         | 6–0, 7–5                |
| 6.  | 3 ottobre 1994    | Swiss Indoors, Basilea                          | Cemento indoor | Patrick McEnroe      | 4–6, 6–2, 7–6, 6–3      |
| 7.  | 17 ottobre 1994   | Tel Aviv Open, Tel Aviv                         | Cemento        | Amos Mansdorf        | 7–6, 6–3                |
| 8.  | 13 febbraio 1995  | Dubai Tennis Championships, Dubai               | Cemento        | Andrea Gaudenzi      | 6–3, 6–3                |
| 9.  | 8 maggio 1995     | BMW Open, Monaco di Baviera                     | Terra rossa    | Michael Stich        | 7–5, 7–6                |
| 10. | 16 ottobre 1995   | Ostrava, Repubblica Ceca                        | Indoor         | MaliVai Washington   | 3–6, 6–4, 6–3           |
| 11. | 23 ottobre 1995   | Grand Prix de Tennis de Lyon, Lione             | Indoor         | Pete Sampras         | 7–6, 5–7, 6–3           |
| 12. | 11 marzo 1996     | Tennis Channel Open, Scottsdale                 | Cemento        | Marcelo Ríos         | 2–6, 6–3, 6–3           |
| 13. | 26 agosto 1996    | Canada Open, Toronto                            | Cemento        | Todd Woodbridge      | 6–2, 6–4                |
| 14. | 6 novembre 2000   | Stuttgart Masters, Stoccarda                    | Cemento indoor | Lleyton Hewitt       | 7–6, 3–6, 6–7, 7–6, 6–2 |
| 15. | 4 agosto 2003     | Countrywide Classic, Los Angeles                | Cemento        | Lleyton Hewitt       | 6–3, 4–6, 7–5           |

#### Finali perse (8)
| Legenda                     |
| Grande Slam (0)             |
| Tennis Masters Cup (0)      |
| Tennis Masters Series (1)   |
| ATP Championship Series (4) |
| ATP World Series (3)        |

| Nº | Data             | Torneo                                      | Superficie  | Avversario della finale | Risultato               |
| -- | ---------------- | ------------------------------------------- | ----------- | ----------------------- | ----------------------- |
| 1. | 16 febbraio 1992 | RMK Championships, Memphis                  | Cemento     | MaliVai Washington      | 3-6, 2-6                |
| 2. | 19 luglio 1992   | Mercedes Cup, Stoccarda                     | Terra rossa | Andrij Medvedjev        | 1-6, 4-6, 7-6, 6-2, 1-6 |
| 3. | 7 marzo 1993     | Indian Wells Masters, Indian Wells          | Cemento     | Jim Courier             | 3-6, 3-6, 1-6           |
| 4. | 13 giugno 1993   | Queen's, Londra                             | Erba        | Michael Stich           | 3-6, 4-6                |
| 5. | 27 febbraio 1994 | ABN AMRO World Tennis Tournament, Rotterdam | Carpet      | Michael Stich           | 6-4, 3-6, 0-6           |
| 6. | 19 giugno 1994   | Manchester Open, Manchester                 | Erba        | Patrick Rafter          | 6-7, 6-7                |
| 7. | 21 luglio 1996   | Legg Mason Tennis Classic, Washington       | Cemento     | Michael Chang           | 2-6, 4-6                |
| 8. | 12 aprile 1999   | Japan Open Tennis Championships, Tokyo      | Cemento     | Nicolas Kiefer          | 6-7, 5-7                |

### Doppio

#### Vittorie (11)
| Legenda                     |
| Grande Slam (0)             |
| Tennis Masters Cup (0)      |
| Tennis Masters Series (6)   |
| ATP Championship Series (1) |
| ATP World Series (4)        |

| Nº  | Data             | Torneo                                   | Superficie  | Compagno           | Avversari in finale            | Risultato     |
| --- | ---------------- | ---------------------------------------- | ----------- | ------------------ | ------------------------------ | ------------- |
| 1.  | 7 gennaio 1991   | ATP Adelaide, Adelaide                   | Cemento     | Stefan Kruger      | Paul Haarhuis Mark Koevermans  | 6–4, 4–6, 6–4 |
| 2.  | 25 marzo 1991    | Miami Masters, Miami                     | Cemento     | Piet Norval        | Ken Flach Robert Seguso        | 5–7, 7–6, 6–2 |
| 3.  | 13 gennaio 1992  | Auckland Open, Auckland                  | Cemento     | Jim Grabb          | Grant Connell Glenn Michibata  | 6–4, 6–3      |
| 4.  | 9 agosto 1993    | Countrywide Classic, Los Angeles         | Cemento     | Michael Stich      | Grant Connell Scott Davis      | 7–6, 7–6      |
| 5.  | 15 maggio 1995   | Hamburg Masters, Amburgo                 | Terra rossa | Yevgeny Kafelnikov | Byron Black Andrei Olhovskiy   | 6–1, 7–6      |
| 6.  | 23 febbraio 1998 | European Community Championship, Anversa | Cemento     | Yevgeny Kafelnikov | Tomás Carbonell Francisco Roig | 7–5, 3–6, 6–2 |
| 7.  | 2 agosto 1999    | Countrywide Classic, Los Angeles         | Cemento     | Byron Black        | Goran Ivanišević Brian MacPhie | 6–2, 7–6      |
| 8.  | 24 aprile 2000   | Monte Carlo Masters, Monte Carlo         | Terra rossa | Yevgeny Kafelnikov | Paul Haarhuis Sandon Stolle    | 6–3, 2–6, 6–1 |
| 9.  | 19 marzo 2001    | Indian Wells Masters, Indian Wells       | Cemento     | Yevgeny Kafelnikov | Jonas Björkman Todd Woodbridge | 6–2, 7–5      |
| 10. | 14 maggio 2001   | Internazionali d'Italia, Roma            | Terra rossa | Yevgeny Kafelnikov | Daniel Nestor Sandon Stolle    | 6–4, 7–6      |
| 11. | 17 marzo 2003    | Indian Wells Masters, Indian Wells       | Cemento     | Yevgeny Kafelnikov | Bob Bryan Mike Bryan           | 3–6, 7–5, 6–4 |

### Giochi olimpici

#### Doppio

##### Finali perse (1)
| Nº | Data          | Torneo                                 | Superficie  | Compagno    | Avversari in finale        | Risultato                |
| -- | ------------- | -------------------------------------- | ----------- | ----------- | -------------------------- | ------------------------ |
| 1. | 8 agosto 1992 | Giochi della XXV Olimpiade, Barcellona | Terra rossa | Piet Norval | Boris Becker Michael Stich | 6(5)–7, 6–4, 6(5)–7, 3–6 |